# Ekstraliga U24 (2022)
Ekstraliga U24 2022 – 1. edycja drużynowych rozgrywek żużlowych dla zawodników do 24. roku życia. W zawodach wystartowały sekcje drużyn PGE Ekstraligi.

## Tabela rundy zasadniczej
| Msc | Drużyna                          | M. | Z. | R. | P. | Pkt | Bon | Razem | +/–  |
| --- | -------------------------------- | -- | -- | -- | -- | --- | --- | ----- | ---- |
| 1   | Arged Malesa Ostrów Wielkopolski | 14 | 11 | 1  | 2  | 23  | 6   | 29    | +133 |
| 2   | Agromix Polcopper Unia Leszno    | 14 | 9  | 1  | 4  | 19  | 7   | 26    | +122 |
| 3   | WTS Sparta Wrocław               | 14 | 9  | 0  | 5  | 18  | 4   | 22    | +37  |
| 4   | Stal Gorzów Wielkopolski         | 14 | 8  | 0  | 6  | 16  | 3   | 19    | +70  |
| 5   | GKM Grudziądz                    | 14 | 6  | 2  | 6  | 14  | 3   | 17    | -34  |
| 6   | KS Toruń                         | 14 | 6  | 1  | 7  | 13  | 4   | 17    | +2   |
| 7   | Motor Lublin                     | 14 | 3  | 1  | 10 | 7   | 1   | 8     | -154 |
| 8   | Włókniarz Częstochowa            | 14 | 1  | 0  | 13 | 2   | 0   | 2     | -176 |

M. – liczba meczów, Z. – liczba zwycięstw, R. – liczba remisów, P. – liczba porażek,
Pkt. – liczba punktów, Bon. – liczba bonusów, Razem – suma Pkt. i Bon.,
+/– – różnica między zdobytymi i straconymi punktami biegowymi.
| Finał                                | Finał  | Finał                         | Finał | Finał |
| ------------------------------------ | ------ | ----------------------------- | ----- | ----- |
| Arged Malesa Ostrów Wielkopolski (M) | 108:72 | Agromix Polcopper Unia Leszno | 51:39 | 57:33 |

## Kolejność po części finałowej
| Ekstraliga U24 2022 | Ekstraliga U24 2022              |
| ------------------- | -------------------------------- |
|                     | Arged Malesa Ostrów Wielkopolski |
|                     | Agromix Polcopper Unia Leszno    |
|                     | WTS Sparta Wrocław               |
| 4.                  | Stal Gorzów Wielkopolski         |
| 5.                  | GKM Grudziądz                    |
| 6.                  | KS Toruń                         |
| 7.                  | Motor Lublin                     |
| 8.                  | Włókniarz Częstochowa            |